# Таратула-Богун Олена Романівна
Таратула-Богун Олена Романівна (с. Грибовиця, Іваничівський (нині — Володимирський) район, Волинська область) — науковець українського походження, професор Орегонського університету в галузі наномедицини, основна праця сфокусована на розробку і застосування нанотехнологій в біомедичній сфері проти раку та інших хвороб.

## Життєпис
Народилася в с. Грибовиця Володимирського району Волинської області.
- 1993—1997 — навчання в Волинському науковому ліцеї-інтернаті. Під керівництвом канд. пед. наук Березан Ольги Веніамінівни цікавилась та вивчала хімію[4].
- 2002 — закінчила хімічний факультет Львівського національного університету імені Івана Франка.

Згодом переїжджає до США задля навчання в аспірантурі
- 2003—2008 рр.- навчання в аспірантурі Університету Ратгерс в штаті Нью Джерсі на хімічному факультеті.
- 2008 — захист дисертації та здобуття ступеня доктора наук в галузі хімії / нанотехнологій.
- 2010—2012 — наукові публікації в Nature Communication[5].
- серпень 2011 — початок самостійної наукової роботи в Орегонському університеті.

## Наукові інтереси
Основна праця сфокусована на розробку наномедицини (застосування нанотехнологій в біомедичній сфері) проти раку та інших хвороб.
Серед найперспективніших розробок Олени та її чоловіка Олега Таратула — нанотехнологія діагнозу та лікування ракових пухлин. Винахід, що допомагає виявити пухлину на ранній стадії і видалити з організму всі ракові клітини, має високі шанси потрапити в американські лікарні.
Дослідження використовує міждисциплінарний (органічна хімія, біохімія та нанотехнології) підхід до розробки ефективних біосенсорів in vitro/in vivo, агентів нановізуалізації та наномедицини, особливо щодо раку. Це включає розробку інноваційних засобів фотодинамічної терапії та ефективних наноносіїв ліків. Додатковий фокус — вилікувати гіпоксичні пухлини раку шляхом відкриття ефективних способів зменшення гіпоксії в пухлинах. Значна частина цієї роботи також зосереджена на розробці та випробуванні діагностичних та терапевтичних засобів на основі молекулярних клітин та наноматеріалів. Ще однією метою допомоги у точній діагностиці раку є розробка інноваційних візуалізаційних зондів за допомогою нанокластерів з благородних металів. Багатофункціональні наноматеріали як цільові платформи для доставки протиракових препаратів та засобів візуалізації in vivo забезпечують контроль над процесами доставки, націлювання та вивільнення, а отже, ефективну діагностику та лікування раку.

## Гранти
Наукові гранти від:
- Медичної Наукової Фундації Орегону (Medical Research Foundation (MRF) of Oregon);
- Національного Інституту Здоров'я — National Institute of Health (NIH).

## Нагороди
- President's Commission on the Status of Women Award (2014);
- NIH/NCATS KL2 Career Development Award (2017).

## Публікації
Загалом, презентувала близько 35-ти наукових доповідей та опублікувала понад 50 наукових статей, що також висвітлені в численних електроних таі
друкованих інформаційних джерелах. Серед них:
- Applications of nanoparticles in biomedical imaging. X Han, K Xu, O Taratula, K Farsad // Nanoscale 11 (3), 799—819.
- A multifunctional theranostic platform based on phthalocyanine-loaded dendrimer for image-guided drug delivery and photodynamic therapy.O Taratula, C Schumann, MA Naleway, AJ Pang, KJ Chon, O Taratula//Molecular pharmaceutics 10 (10), 3946-3958.
- Functionalized 129Xe contrast agents for magnetic resonance imaging. O Taratula, IJ Dmochowski//Current opinion in chemical biology 14 (1), 97-104
- Phthalocyanine-loaded graphene nanoplatform for imaging-guided combinatorial phototherapy. O Taratula, M Patel, C Schumann, MA Naleway, AJ Pang//International journal of nanomedicine 10, 2347.
- Shorter synthesis of trifunctionalized cryptophane-A derivatives. O Taratula, PA Hill, Y Bai, NS Khan, IJ Dmochowski//Organic letters 13 (6), 1414—1417.